# Klek-félsziget
A Klek (horvátul: Poluotok Klek) egy félsziget Bosznia Hercegovinában a Neumi-öböl és a Mali Stoni-csatorna között.

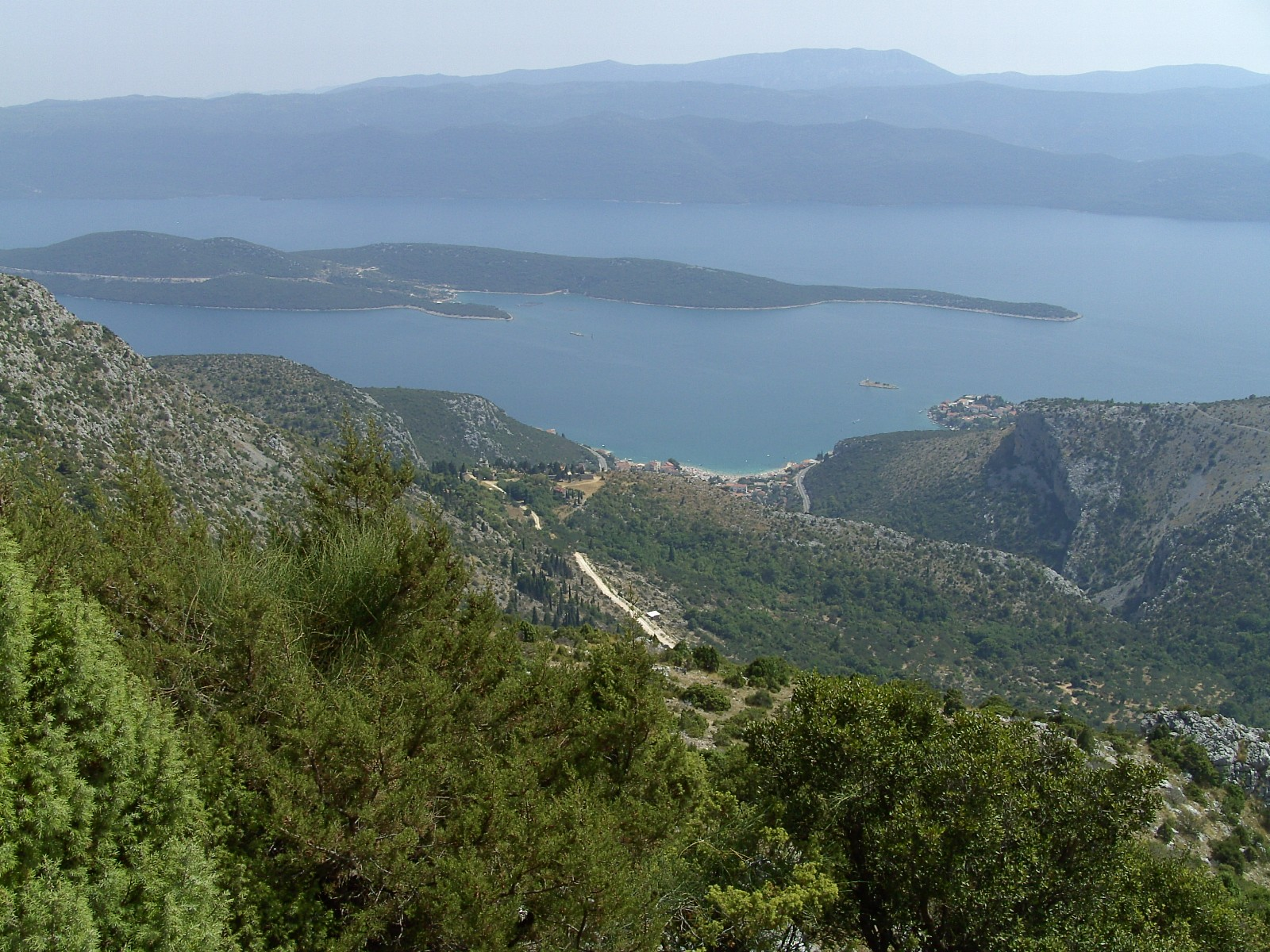
A Klek-félsziget látképe északról

A félsziget hosszúsága 7 km, szélessége 0,6 km, legnagyobb magassága 263 m. A félsziget Neum kikötője előtt található, mely Bosznia-Hercegovina egyetlen tengerhez jutási lehetősége.

## Története
Neumhoz hasonlóan Klek is a középkori Bosnyák Királysághoz, majd a Raguzai Köztársasághoz, később pedig az Oszmán Birodalomhoz tartozott. A második világháború idején a Független Horvát Állam része volt. 1945 és 1992 között Klek a Jugoszláv Szocialista Szövetségi Köztársaságon belül a Bosznia-Hercegovinai Köztársasághoz tartozott.

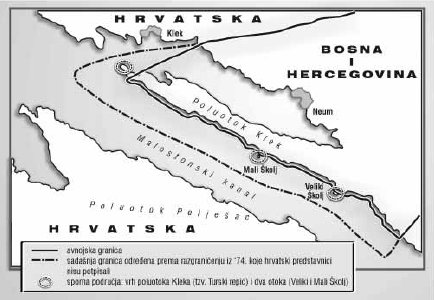
A bosnyák-horvát határ 1999-es rendezése

A félsziget északnyugati részén fekvő sziget csúcsa („Rep Kleka”) közvetlenül az azonos nevű horvátországi faluval szemben található. Itt a határ áthaladt a félszigeten. Így volt ez 1700–1805-ben az oszmán uralom alatt álló Bosznia és a Velencei Köztársaság között, és 1815–1918-ban Ausztria-Magyarországgal is. A vitatott határt legutóbb 1999-ben határozták meg a Neumi-folyosóról folytatott tárgyalások során.
A félsziget csúcsának területi hovatartozása régóta vita tárgya volt a két ország között. A Klek csúcsát, valamint a Mali Stoni-öbölben található Veli és Mali Školj szigeteit Zlatko Mateša kormánya 1999-es határozatával végül Bosznia-Hercegovinának engedte át.

## Fordítás
Ez a szócikk részben vagy egészben  a   Klek című horvát Wikipédia-szócikk ezen változatának fordításán alapul.  Az eredeti cikk szerkesztőit annak laptörténete sorolja fel. Ez a jelzés csupán a megfogalmazás eredetét és a szerzői jogokat jelzi, nem szolgál a cikkben szereplő információk forrásmegjelöléseként.